# 유감스러운 남편
《유감스러운 남편.》(일본어: 残念な夫。)은 2015년 1월 14일부터 3월 25일까지 매주 수요일 22:00 ~ 22:54에, 후지 TV 계열의 〈수요 22시〉 시간대로 방송된 일본의 텔레비전 드라마이다. 주연은 타마키 히로시.

## 개요
원만한 부부였던 가족이 출산을 계기로 관계에 균열이 생겨, 이혼까지 발전하는 〈산후 위기〉라 불리는 현상을 테마로 해, 아버지다운 진보가 없고, 가족으로부터도 소원해지고 마는 남편이 〈이상의 남편〉을 되찾을 때까지의 모습을 코미디 터치로 그린 홈 드라마이다.

## 캐스트

### 하루노가(家)
하루노 요이치 (34) - 타마키 히로시
치사토의 남편. 〈LUCHTA HOME〉 개발부 설계과 과장 대리.
하루노 치사토 (28) - 쿠라시나 카나
요이치의 아내.
하루노 하나 (0) - 코바야시 미유, 코바야시 리오
요이치와 치사토의 딸.
하루노 아케미 (58) - 아사다 미요코
요이치의 어머니.
마키타 (66) - 이시쿠라 사부로
치사토의 아버지.

### 호소이가(家)
호소이 시게루 (50) - 키시타니 고로
미와코의 남편. 〈LUCHTA HOME〉 영업부 부장.
호소이 미와코 (46) - 오오츠카 네네
시게루의 아내. 잡화점 점원.
호소이 미카 (17) - 이쿠타 에리카 (노기자카46)
시게루와 미와코의 딸.

### 스도가(家)
스도 토시야 (35) - 쿠로키 케이지 (EXILE)
유이의 남편.
스도 유이 (27) - 타카하시 메리준
토시야의 아내.
스도 유토 (6) - 타카무라 카이토
토시야와 유이의 아들.

### LUCHTA HOME
하마나카 료 (26) - 하야시 켄토
요이치의 후배.
오오이시 카오리 (38) - 후에키 유코
요이치의 동료.
와타나베 사토시 (29) - 스에하라 타쿠마

### 그 외
무카이 카즈유키 (28) - 타나카 케이
치사토의 전 남자친구.
키리시마 카에데 - 니시하라 아키
치사토의 친구.
수수께끼의 남자 - 누쿠미즈 요이치
요이치와 시게루가 다니는 사우나 피어의 단골손님.
쿠보타 코우 (19) - 모리시타 다이치

사카노 켄이치 - 댄디 사카노

## 스태프
- 각본 - 야마자키 이에코, 아소 쿠미코
- 연출 - 니시자카 미즈키, 미야기 쇼고, 키쿠카와 마코토, 시나다 슌스케
- 프로듀스 - 오하라 카즈타카
- 주제가 - UNICORN 〈네 YES!〉 (Ki/oon Music)
- 제작 - 후지 TV 드라마 제작 센터

## 방송 일자
| 각 화                                                      | 방송일          | 부제                                     | 각본            | 연출            | 시청률 |
| ---------------------------------------------------------- | --------------- | ---------------------------------------- | --------------- | --------------- | ------ |
| 제1화                                                      | 2015년 1월 14일 | ○○하는 남편, 이런 남편은 싫다!           | 야마자키 이에코 | 니시자카 미즈키 | 9.4%   |
| 제2화                                                      | 1월 21일        | 남편, 첫 ××                              | 야마자키 이에코 | 니시자카 미즈키 | 8.0%   |
| 제3화                                                      | 1월 28일        | 성가신 이쿠맨                            | 야마자키 이에코 | 미야기 쇼고     | 7.4%   |
| 제4화                                                      | 2월 4일         | 남편 일로, 아내 가출                     | 야마자키 이에코 | 미야기 쇼고     | 7.6%   |
| 제5화                                                      | 2월 11일        | 워킹 마마 ~아내 일, 남편 잔소리로, 다툼~ | 아소 쿠미코     | 니시자카 미즈키 | 6.3%   |
| 제6화                                                      | 2월 18일        | 마마 친구가 전 여친!                     | 야마자키 이에코 | 키쿠카와 마코토 | 7.7%   |
| 제7화                                                      | 2월 25일        | 섹스리스                                 | 아소 쿠미코     | 미야기 쇼고     | 6.8%   |
| 제8화                                                      | 3월 4일         | 이혼                                     | 야마자키 이에코 | 시나다 슌스케   | 8.5%   |
| 제9화                                                      | 3월 18일        | 이혼 조정                                | 아소 쿠미코     | 미야기 쇼고     | 7.6%   |
| 최종화                                                     | 3월 25일        | 고마워                                   | 야마자키 이에코 | 니시자카 미즈키 | 7.0%   |
| 평균 시청률 7.7% (시청률은 칸토 지구·비디오 리서치사 조사) |                 |                                          |                 |                 |        |

- 첫회는 15분 확대.